# Liră turcească
Lira turcească este unitatea monetară oficială a Turciei și a Republicii Turce a Ciprului de Nord.

## Istoria lirei turcești
Lira turcească era, la început o monedă de aur, introdusă în 1844. Era egală cu 100 de kuruş, iar fiecare kuruş era împărțit în 40 de parale. Înainte de liră, unitatea monetară principală a Imperiului Otaman era akçe, cunoscută și sub denumirea de aspru, care, după aceea, a fost înlocuită de kuruş, numit în română și piastru.  
Vechea Bancă Imperială Otomană a tipărit mai întâi bancnote emise în kuruş, cu valori nominale de la 5 kuruşi la 5.000 de kuruşi. În anii 1870, bancnotele emise în lire le-au înlocuit pe cele în kuruş (de la 5 kuruşi la 1.000 de kuruşi).
După Primul Război Mondial, tânăra Republică Turcia a înlocuit bancnotele în lire ale Imperiului Otoman cu o nouă liră republicană, pe biletele bancare respective fiind reprezentat Mustafa Kemal Atatürk.
La moartea lui Atatürk,  în 1938, noi bancnote au fost emise, având imprimat portretul președintelui Ismet Inönü. Portretul lui Atatürk a reapărut pe seria de bancnote emise începând cu anii 1950.

### Evoluția ratelor de schimb, din 1966 până în 2010
- 1966 — 1 U.S. dollar = 9 lira
- 1980 — 1 U.S. dollar = 90 lira
- 1988 — 1 U.S. dollar = 1,300 lira
- 1995 — 1 U.S. dollar = 45,000 lira
- 1996 — 1 U.S. dollar = 107,000 lira
- 2001 — 1 U.S. dollar = 1,650,000 lira
- 2004 — 1 U.S. dollar = 1,350,000 lira
- 2005 — 1 U.S. dollar =  1.29 yeni lira (lire noi) (În 2005, a fost introdusă în circulație lira nouă, în turcă yeni lira, tăindu-se 6 zerouri: 1 liră turcească nouă = 1.000.000 de lire turcești vechi).

## Cea de-a doua liră turcească

Lira turcă are o istorie de accelerare a pierderii de valoare în raport cu euro, depășind marca de 5 ₺ per euro la începutul anului 2018

La 1 ianuarie 2005, noua liră turcească (a doua) a înlocuit veche liră turcească, la o rată de schimb de 1 liră turcească nouă = 1.000.000 de lire turcești vechi, noi bancnote și monede metalice fiind puse în circulație. În afară de aceasta, noua liră turcească a devenit convertibilă în alte monede. Din  2009, a fost scos cuvântul yeni: „nou” de pe bancnotele și de pe monedele metalice.
| An      | 2005  | 2006  | 2007  | 2008  | 2009  | 2010  | 2011  | 2012  | 2013  | 2014  | 2015  | 2016  | 2017  | 2018  | 2019  | 2020  | 2021   | 2022-Decembrie |
| ------- | ----- | ----- | ----- | ----- | ----- | ----- | ----- | ----- | ----- | ----- | ----- | ----- | ----- | ----- | ----- | ----- | ------ | -------------- |
| USD/TRY | 1.344 | 1.428 | 1.303 | 1.302 | 1.550 | 1.503 | 1.675 | 1.796 | 1.904 | 2.189 | 2.720 | 3.020 | 3.648 | 4.824 | 5.682 | 7.023 | 13.496 | 18.638         |

### Monede și bancnote
Monedele au următoarele valori nominale de: 1 kuruş, 5 kuruşi, 10 kuruşi, 25 kuruşi, 50 kuruşi, 1 liră, iar bancnotele sunt de 1, 5, 10, 20, 50 și 100 lire.
| Bancnotele emisiunii a VIII-a         | Bancnotele emisiunii a VIII-a | Bancnotele emisiunii a VIII-a | Bancnotele emisiunii a VIII-a | Bancnotele emisiunii a VIII-a | Bancnotele emisiunii a VIII-a             | Bancnotele emisiunii a VIII-a                            | Bancnotele emisiunii a VIII-a |
| Imagini                               | Imagini                       | Valori                        | Dimensiuni                    | Culori                        | Descriere                                 | Descriere                                                | Descriere                     |
| Avers                                 | Revers                        | Valori                        | Dimensiuni                    | Culori                        | Avers                                     | Revers                                                   |                               |
| ------------------------------------- | ----------------------------- | ----------------------------- | ----------------------------- | ----------------------------- | ----------------------------------------- | -------------------------------------------------------- | ----------------------------- |
|                                       |                               | 1 lira                        | 160 × 76 mm                   | Roșu vișiniu, albastru        | Kemal Atatürk                             | Barajul Atatürk (ca parte Proiectului sud-est anatolian) |                               |
|                                       |                               | 5 lira                        | 162 × 76 mm                   | Galben pastel și verde-brun   | Kemal Atatürk                             | Anıtkabir, Ankara                                        |                               |
|                                       |                               | 10 lira                       | 162 × 76 mm                   | Roșu                          | Kemal Atatürk cu Drapelul Turciei siluetă | Piri Reis Map                                            |                               |
|                                       |                               | 20 lira                       | 162 × 76 mm                   | Verde                         | Kemal Atatürk                             | Ruine din Efes                                           |                               |
|                                       |                               | 50 lira                       | 152 × 81 mm                   | Portocaliu                    | Kemal Atatürk                             | Cappadocia                                               |                               |
|                                       |                               | 100 lira                      | 158 × 81 mm                   | Albastru                      | Kemal Atatürk                             | Ishak Pasha Palace                                       |                               |
| Format:Standard banknote table notice |                               |                               |                               |                               |                                           |                                                          |                               |

#### După 2009
De la 1 ianuarie 2009, cuvântul „yeni”: „nou” a fost înlăturat de pe noile emisiuni de bancnote și de monede metalice ale celei de-a doua liră turcească.
| Lira turcească, după 2009 (monede metalice) | Lira turcească, după 2009 (monede metalice) | Lira turcească, după 2009 (monede metalice) | Lira turcească, după 2009 (monede metalice) | Lira turcească, după 2009 (monede metalice) | Lira turcească, după 2009 (monede metalice) | Lira turcească, după 2009 (monede metalice)                                               | Lira turcească, după 2009 (monede metalice) | Lira turcească, după 2009 (monede metalice) | Lira turcească, după 2009 (monede metalice)  | Lira turcească, după 2009 (monede metalice) | Lira turcească, după 2009 (monede metalice) | Lira turcească, după 2009 (monede metalice) |
| Imagini                                     | Imagini                                     | Valoare                                     | Parametri tehnici                           | Parametri tehnici                           | Parametri tehnici                           | Parametri tehnici                                                                         | Descriere                                   | Descriere                                   | Descriere                                    | Data de                                     | Data de                                     | Data de                                     |
| Avers                                       | Revers                                      | Valoare                                     | Diametru                                    | Grosime                                     | Masă                                        | Compoziție                                                                                | Marginea                                    | Avers                                       | Revers                                       | Primă emitere                               | Intrare în circulație                       |                                             |
| ------------------------------------------- | ------------------------------------------- | ------------------------------------------- | ------------------------------------------- | ------------------------------------------- | ------------------------------------------- | ----------------------------------------------------------------------------------------- | ------------------------------------------- | ------------------------------------------- | -------------------------------------------- | ------------------------------------------- | ------------------------------------------- | ------------------------------------------- |
|                                             |                                             | 1 kuruș                                     | 16.5 mm                                     | 1.35 mm                                     | 2.2 g                                       | 70% cupru 30% zinc                                                                        | Netedă                                      | Valoare, motiv, milesimul                   | "TÜRKİYE CUMHURİYETİ", Mustafa Kemal Atatürk | 2008                                        | 1 ianuarie 2009                             |                                             |
|                                             |                                             | 5 kuruș                                     | 17.5 mm                                     | 1.65 mm                                     | 2.9 g                                       | 65% cupru 18% nichel 17% zinc                                                             | Netedă                                      | Valoare, motiv, milesimul                   | "TÜRKİYE CUMHURİYETİ", Mustafa Kemal Atatürk | 2008                                        | 1 ianuarie 2009                             |                                             |
|                                             |                                             | 10 kuruș                                    | 18.5 mm                                     | 1.65 mm                                     | 3.15 g                                      | 65% cupru 18% nichel 17% zinc                                                             | Netedă                                      | Valoare, motiv, milesimul                   | "TÜRKİYE CUMHURİYETİ", Mustafa Kemal Atatürk | 2008                                        | 1 ianuarie 2009                             |                                             |
|                                             |                                             | 25 kuruș                                    | 20.5 mm                                     | 1.65 mm                                     | 4 g                                         | 65% cupru 18% nichel 17% zinc                                                             | Zimțată                                     | Valoare, motiv, milesimul                   | "TÜRKİYE CUMHURİYETİ", Mustafa Kemal Atatürk | 2008                                        | 1 ianuarie 2009                             |                                             |
|                                             |                                             | 50 kuruș                                    | 23.85 mm                                    | 1.9 mm                                      | 6.8 g                                       | Inelul extern: 65% cupru 18% nichel 17% zinc Discul intern: 79 % cupru 4% nichel 17% zinc | Zimțată                                     | Valoare, Istanbul, Pod suspendat, milesimul | "TÜRKİYE CUMHURİYETİ", Mustafa Kemal Atatürk | 2008                                        | 1 ianuarie 2009                             |                                             |
|                                             |                                             | 1 lira                                      | 26.15 mm                                    | 1.9 mm                                      | 8.2 g                                       | Inelul extern: 79% cupru 4% nichel 17% zinc Discul intern: 65% cupru 18% nichel 17% zinc  | Literele T.C. și o lalea                    | Valoare, motiv, milesimul                   | "TÜRKİYE CUMHURİYETİ", Mustafa Kemal Atatürk | 2008                                        | 1 ianuarie 2009                             |                                             |
| Format:Standard coin table notice           |                                             |                                             |                                             |                                             |                                             |                                                                                           |                                             |                                             |                                              |                                             |                                             |                                             |

| Bancnote ale emisiunii a IX-a         | Bancnote ale emisiunii a IX-a | Bancnote ale emisiunii a IX-a | Bancnote ale emisiunii a IX-a | Bancnote ale emisiunii a IX-a | Bancnote ale emisiunii a IX-a | Bancnote ale emisiunii a IX-a                                                                                                  | Bancnote ale emisiunii a IX-a |
| Imagine                               | Imagine                       | Valoare                       | Dimensiuni                    | Culori                        | Descriere                     | Descriere | Descriere                     |
| Avers                                 | Revers                        | Valoare                       | Dimensiuni                    | Culori                        | Avers                         | Revers |                               |
| ------------------------------------- | ----------------------------- | ----------------------------- | ----------------------------- | ----------------------------- | ----------------------------- | --- | ----------------------------- |
|                                       |                               | 5 lira                        | 64 × 130 mm                   | Brun                          | Mustafa Kemal Atatürk         | Aydın Sayılı, diagrame ale sistemului solar, atom, ancient cave and an incorrect left-handed DNA helix.                        |                               |
|                                       |                               | 10 lira                       | 64 × 136 mm                   | Roșu                          | Mustafa Kemal Atatürk         | Cahit Arf, Arf invariant, serii aritmetice, abac, binary                                                                       |                               |
|                                       |                               | 20 lira                       | 68 × 142 mm                   | Verde                         | Mustafa Kemal Atatürk         | Architect Kemaleddin, Gazi University main building, aqueduct, circular motif and cube-globe-cylinder symbolizing architecture |                               |
|                                       |                               | 50 lira                       | 68 × 148 mm                   | Orange                        | Mustafa Kemal Atatürk         | Fatma Aliye Topuz, flower and literary figures                                                                                 |                               |
|                                       |                               | 100 lira                      | 72 × 154 mm                   | Albastru                      | Mustafa Kemal Atatürk         | Buhurizade Itri, note, instrumente și Mevlevi figure                                                                           |                               |
|                                       |                               | 200 lira                      | 72 × 160 mm                   | Violet                        | Mustafa Kemal Atatürk         | Yunus Emre, Yunus's mausoleum, rose, pigeon and the line "Sevelim, sevilelim" (Let us love, let us be loved)                   |                               |
| Format:Standard banknote table notice |                               |                               |                               |                               |                               | |                               |